# كالاموناتشي
كالاموناتشي (بالإيطالية: Calamonaci)‏ هي بلدية في مقاطعة أغريجنتو في صقلية الإيطالية.

## السكان
في سنة 1861 بلغ عدد السكان 823 نسمة، وتطور العدد ليصل في سنة 2011 لـ 1٬375 نسمة.
يظهر هذا المخطط البياني تطور النمو السكاني لـ كالاموناتشي